# シイラ漬漁業
シイラ漬漁業（シイラづけぎょぎょう）とは漬漁業の一種であり、海面の浮遊物に集まるシイラの習性を利用し、シイラ漬（漬木）という漁具を海面に設置してシイラなどをおびき寄せ、まき網（旋網漁業）あるいは釣漁業によってこれを捕獲する漁業である。

## 概要
漬漁業は南方から日本に伝来した漁法で、主に鹿児島県から新潟県にかけての対馬海流域と黒潮域の高知県で行われている。漁期は夏から秋。
漁業法65条に基づく知事許可漁業。まき網による場合には中型まき網漁業あるいは小型まき網漁業の許可も必要となる。

## シイラ漬の構造
海面に浮かぶよう6m～8mの長さの孟宗竹数十本をワイヤーあるいはロープで横向きに数カ所結束し、ここから垂直に2m程度の目印（旗・木・竹など）を立てる。そして、漬を海底に固定するため水深の2倍程度の碇綱を取り付け、その先端に碇となる数百gの土俵を取り付ける。
高知県では、水中に葉の付いたヤマモモの枝を吊り下げ、それを隠れ場所にする小魚を餌とするシイラを、より集め易くする。ヤマモモは、『葉が取れ難く、効果が高い』とされるが、1ヶ月程で交換が必要と成る。

## シイラ漬の設置
一つの漁場において、沿岸から数kmないし数十kmの場所から沖に向けて数十個のシイラ漬を1kmから1.5kmに一つの間隔で設置する。巻き網で漁獲する場合にはシイラ漬に集まっているシイラなどの漁獲物をシイラ漬から引き離す必要があるので、まき餌などをして漁網に取り込むことになる。